# Черкаське староство
Черкаське староство — адміністративно-територіальна і господарська одиниця XV–XVII ст. на землях Південної Київщини з центром у м. Черкаси. Входила до складу Великого князівства Литовського, а з 1569 року — Речі Посполитої.

## Адміністративно-територіальний устрій
Черкаський повіт як територіальний округ відомий в литовських актах вже з кінця XIV ст. Тоді у Київській землі окрім Житомирського, Овруцького, Чорнобильського, Мозирського, Любецького, Остерського, Путивльського, Звенигородського та Переяславського повітів були ще Черкаський і Канівський. Останні два репрезентували саме Південну Київщину (з 1471 року — Київське воєводство). Під власне «повітом» дослідники розуміють певну територіальну округу, котра підлягала владі одного великокнязівського намісника-державця, центром якої був укріплений замок.

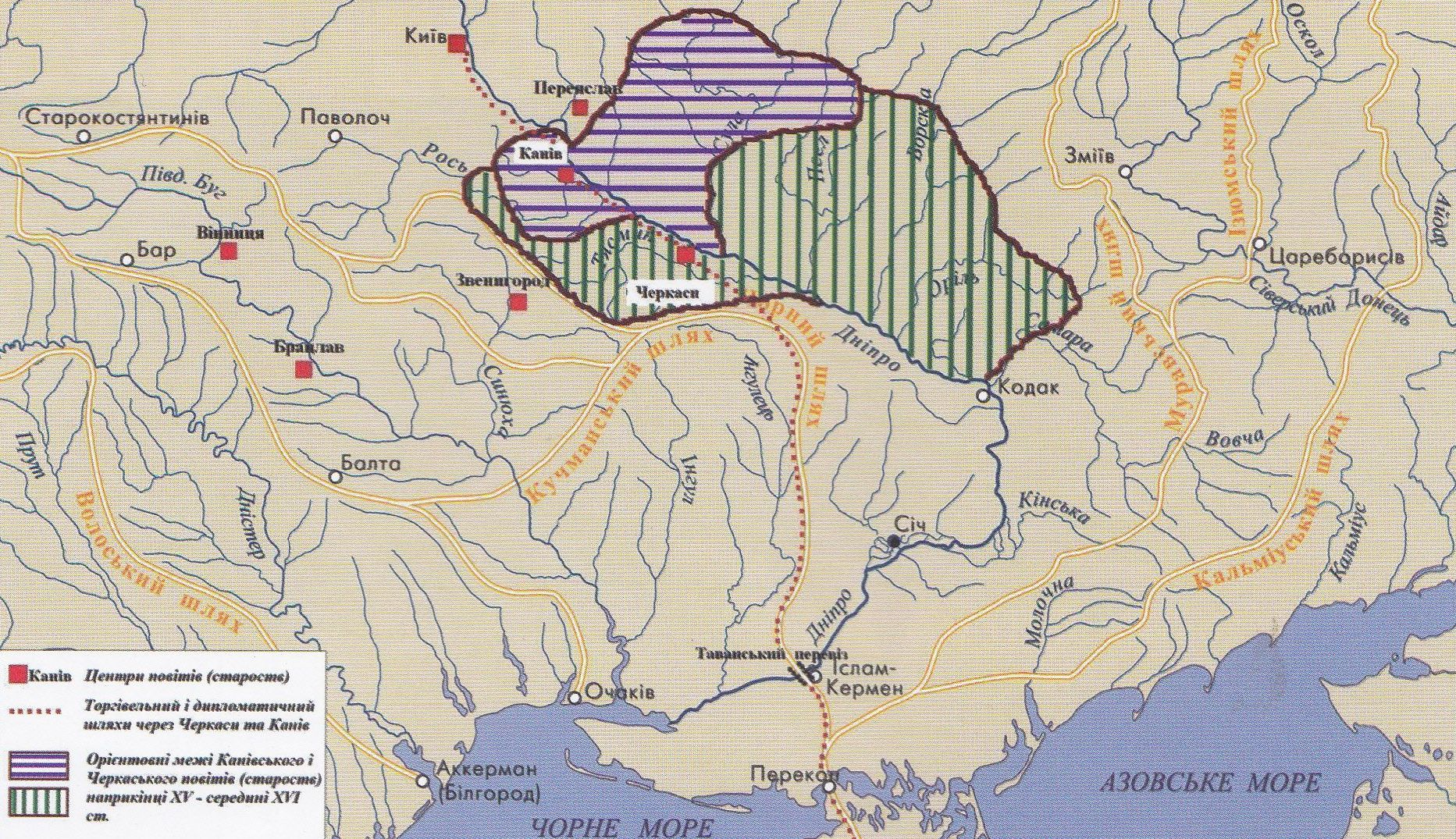
Орієнтовні межі Черкаського і Канівського староств у середині XVI ст.

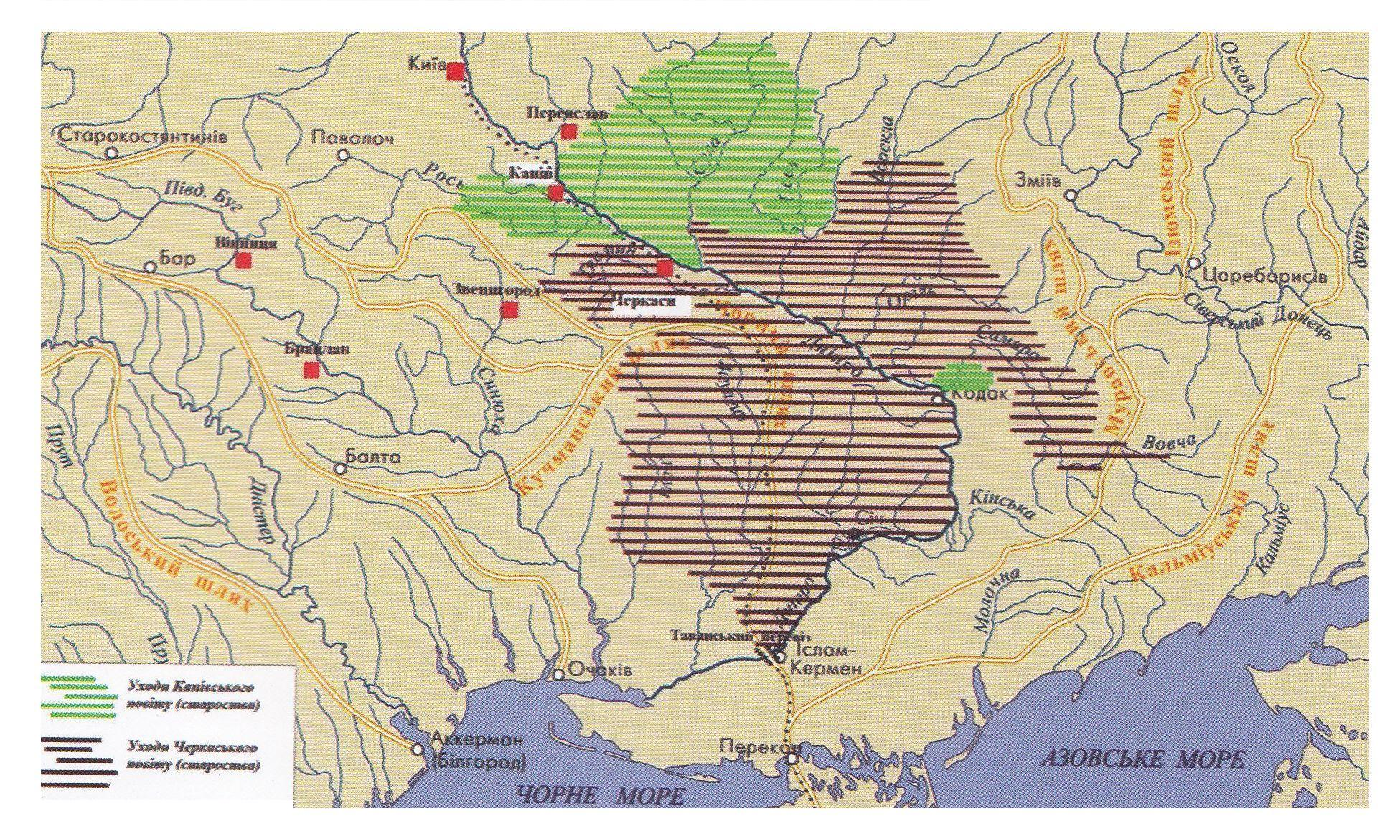
Території промислових уходів населення Черкаського та Канівського староств.

Треба зауважити, що Черкаський повіт не увесь час був у складі Київської землі. Наприклад, незабаром після походу Скиргайла Ольгердовича на Черкаси, місто з округою переходить в підпорядкування Подільській землі. З яких причин це могло статися — невідомо. Так, у «Списку руських міст далеких і близьких», Черкаси вже значилися в переліку подільських градів.
Одна з найперших письмових згадок терміну «Черкаський повіт» зустрічається в королівському пожалуванні боярину Васку Єршевичу на володіння маєтком Мошни, що датується 1494 роком. Подібні згадки назви цієї адміністративно-територіальної одиниці датується також 1510, 1512 та 1533 роками.
Термін «Черкаське староство» згадується дещо пізніше — в актових матеріалах 1543, 1553 та 1559 років. Імовірно, деякий час словосполучення «Черкаський повіт» і «Черкаське староство» вживалися паралельно. Іноді землі, що прилягали до Черкаського або Канівського замків, також називали словом «обвід». Це дало підстави П. Клепатському стверджувати, що Канівського повіту як окремої адміністративної одиниці не було. Тим паче, що навіть сам термін «Канівський повіт» в литовських актах не зустрічається. П. Клепатський, а за ним і М. Любавський та В. Панашенко, зробили висновок, що в Південній Київщині функціонував лише один Черкаський повіт, що включав у себе Черкаський та Канівський обводи. Однак, наражаючись на ряд контраргументів, ця теорія виявилася непопулярною.
Територія Черкаського староства на межі XV–XVI століть була такою: охоплюючи частину правобережного басейну р. Рось та р. Тясмин, приписана до замку територія, розділялася з Брацлавським повітом «Звенигородською пустелею», тримаючи за собою східну частину Звенигородщини. Природним кордоном тут була річка Гнилий Тікич. На півдні до Черкаського староства прилягали території уходів у районі дніпрових порогів (найвіддаленіший — Таванський уход), басейни річок Інгульця та Інгулу. На лівобережжі Дніпра до староства належали землі нижньої течії Супою та по Сулі, а також землі в басейнах Псла, Ворскли, Орелі, Самари.

## Система управління в Черкаському старостві
Провідниками державної політики в Черкаському старостві були князівські намісники. Їм підпорядковувався адміністративний апарат — старостівський замковий уряд. Хоча черкаських, як і канівських, замкових книг того часу не збереглося, свідчення про їх існування залишились; вони датовані 1534 та 1544 роками.
Староста, який стояв на чолі Черкаського староства, призначався безпосередньо великим князем литовським, причому кандидат обов'язково мав бути вихідцем з цієї землі. Вибір кандидатури на посаду старости відбувався переважно на основі рекомендації високих посадових осіб (наприклад, князя Андрія Пронського в 1540 році великий князь Литовський Сигізмунд І призначив черкаським старостою за проханням князя Юрія Радзивіла). Передача замку з округами новому старості юридично закріплювалася великокнязівською грамотою. Втім, мало кому з черкаських старост, окрім О. Дашковича, вдавалося зберегти за собою цю посаду пожиттєво.
У роботі черкаському старості допомагав адміністративний штат Черкаського замкового уряду: справця (Іван Григоревич, Семен Кміта та ін.), намісник, підстароста, писар, ротмістр, слуги.
За успішне виконання покладених на них державою функцій, черкаські старости отримували заохочення у вигляді навколишніх сіл, грошей, або яких-небудь цінностей. Наприклад, за перемогу над військами Саадат-Гірея О. Дашкович отримав винагороду у розмірі 650 коп грошей. Іншою статтею доходів місцевих старост були митні збори з торгових караванів, від рибалок та соляників.

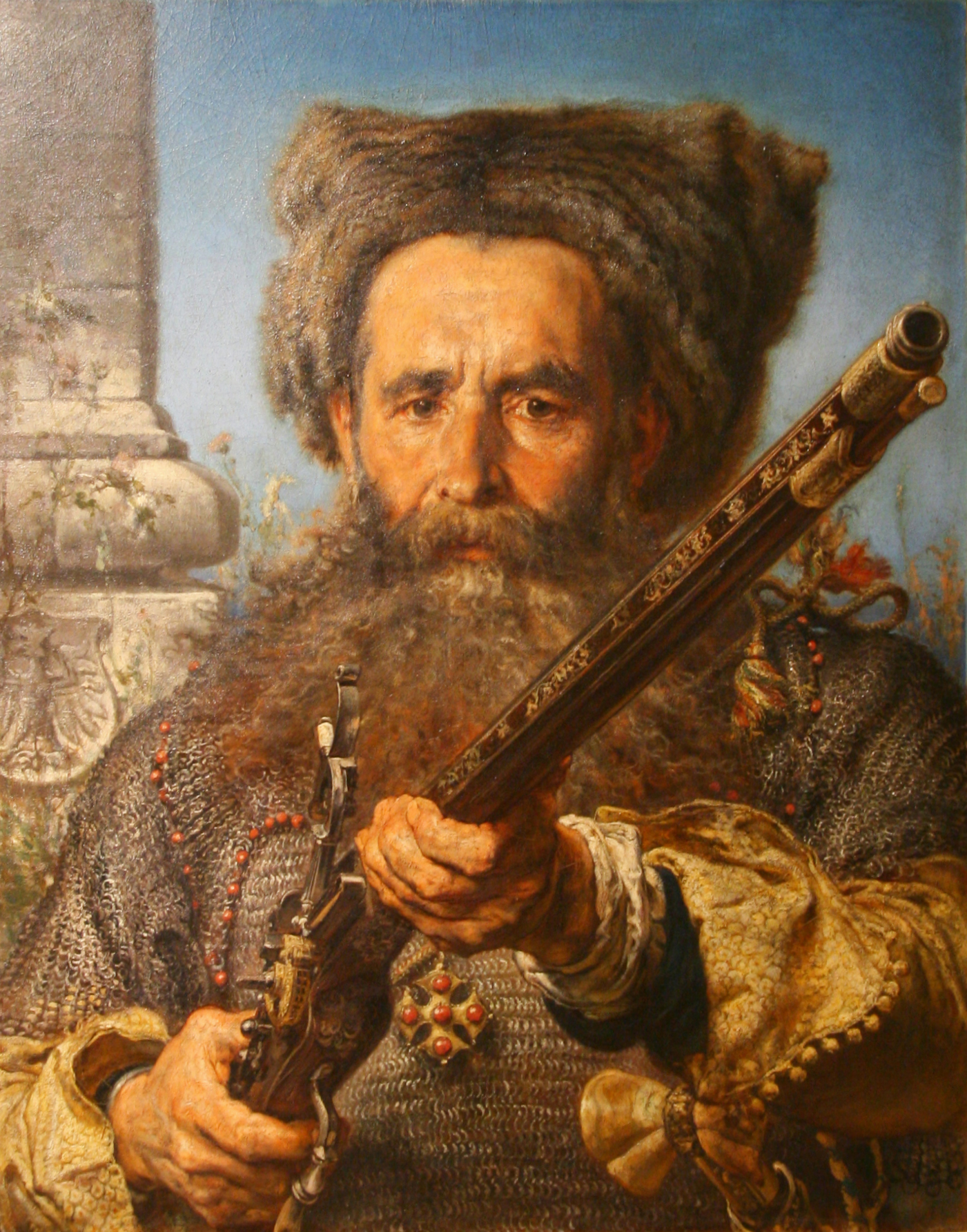
Староста Черкаський та Канівський Остафій Дашкевич

Сам термін «староста» на позначення керівників замкових урядів Південної Київщини вперше трапляється на початку XVI ст. Рідше замкових урядників іменували «намісниками» або «державцями».
Ім'я першого з відомих черкаських намісників («capitaneus czerkasiensis») — Рафала зі Слупова — відоме під 1409 роком. Загалом, хронологічна послідовність обіймання посад черкаськими намісниками і старостами має такий вигляд (подаємо за Ю. М. Михайлюком):
- Рафал зі Слупова — згадується 1409 року.
- Кміта (Олександр) Волчкович — згадується 1434 року.
- Свиридов — за князювання в Києві Семена Олельковича
- Матвій Олександрович Кміта — бл. 1482–1487 рр.
- Богдан Федорович Глинський — 1488–1493(1494) рр.
- Матвій Олександрович Кміта — 1494–1496 рр.
- Ольбрахт Мартинович Гаштольд — згадується 1498 р.
- Іван Дашкович Глинський — 1500–1501 рр.
- Михайло Остафійович Халецький — згадується 1501 р.
- Сенюшко (Семен) Романович Волчкович (Полозович[1]) — 1502–1503 рр.
- Василь Дашкович Глинський — 1504–1507 рр.
- Тимофій Іванович Капуста — 1507–1511 рр.
- Андрій Якубович Немирович — 1511–1514 рр.
- Остафій Іванович Дашкович — 1514–1535 (1536) рр.
- Василь Каленикович Тишкевич — 1536–1537 рр.
- Ян Петрович Пенько — 1537–1540 рр.
- Андрій Глібович Пронський — 1540–1544 рр.
- Йосип Михайлович Халецький — 1544-15? рр.
- Василь Петрович Загоровський — 15?—1551[2]
- Оникій Остафійович Горностай — 1544–1547 рр.
- Ян Хрщонович — 1547–1552 рр.
- Дмитро Федорович Сангушко — 1552–1553 рр.
- Йосип Михайлович Халецький — 1555–1559 рр.
- Михайло Олександрович Вишневецький — 1559–1584 рр.
- Олександр Олександрович Вишневецький — бл. 1581[3]

В ході реформ 1564–1566 років виник новий владний інститут — гродський суд, що опікувався переважно розбором кримінальних справ шляхти і діяв як паралельна інстанція земських судів.

## Черкаський замок— резиденція черкаського старости
Перший замок в Черкасах був збудований ще в 1392–1402 роках. Він знаходився в межах сучасного скверу Богдана Хмельницького, на Замковій горі. Фортеця була острогом міста, зроблена із загострених колод, стіни якої тяглись подолом сучасною Долиною троянд. При цьому простір центру укріплення був лише 60 м уздовж смуги Дніпра і 40 м перпендикулярно до неї. Від вершини, на схилах, знаходились хати зброярів, гончарів та рибалок.
В 1549–1552 роках Остафієм Дашкевичем, старостою Черкаським та Канівським, в Черкасах був зведений новий, міцніший замок на місці старого. Саме він фігурує в історії як Черкаський замок. На будівництво було витрачено 3 роки (1549–1552 роки). Була залучена велика кількість будівельників не тільки з Черкас, але й землекопів з Білорусі, Верхнього Придніпров'я, Волині та Волощини. Керував будівництвом могилівський «добродеревець» Федір Бака. Фортецю збудували на найвищій горі — Замковій — на відстані три перестріли лука від Дніпра. В Архіві Південно-Західної Росії зберігся опис замку, який туди потрапив з архіву державної канцелярії Литовського князівства:
«Було тут 29 городень — засипаних землею зрубів з накриттям, 4 соснові вежі, від поля замок оточував широкий рів. На подвір'ї замку, біля стіни, стояв будинок з ґанком, коморою та світлицею; коло однієї з веж містилася будівля з двома світлицями й сіньми між ними. Крім того, біля подвір'я дитинця підносилася дерев'яна церква Миколи на підрубі і стояло ще кілька хат, житник та шпіхлір на стрільбу. Бронь замковая складалася з кількох гармат і гаківниць. Гарнізон налічував 100 чоловік військових і 60 служебників, якими розпоряджався староста. Допоміжною збройною силою були міщани, які мали нести кінну службу на чималій відстані від міста. Саме місто розбудовувалося обабіч замку».

## Господарство краю
Землі Черкаського староства мали неабиякі можливості для господарського розвитку. В структурі економіки краю переважали промисли, що були основою матеріального благополуччя його мешканців. Перевага віддавалася рибальству, мисливству, бортництву. Уходницький промисел тут носив масовий характер. Землеробство ж тут було, за словами П. Клепатського, «мовби випадковим заняттям». Скотарство розвивалося в Черкаському старостві значно динамічніше. Самі старости володіли стадами худоби в декількасот голів. Для окремих жителів краю доволі прибутковим став «відхід в козацтво». Для цього регіону була властивою слабка, порівняно з іншими землями, розвиненість феодально-кріпосницької системи. Через землі Черкаського староства проходила торгова магістраль з Криму до Києва.